# Cmentarz wojenny nr 108 – Biecz

Cmentarze I wojny światowej w Bieczu

Cmentarz wojenny nr 108 – Biecz – cmentarz wojenny z okresu I wojny światowej w Bieczu, w województwie małopolskim, w powiecie gorlickim. Jeden z ponad 400 zachodniogalicyjskich cmentarzy wojennych zbudowanych przez Oddział Grobów Wojennych C. i K. Komendantury Wojskowej w Krakowie. W III okręgu gorlickim cmentarzy tych jest 54.

## Opis cmentarza
Cmentarz znajduje się przy ulicy Kazimierza Wielkiego, obok klasztoru oo. franciszkanów-reformatów. Jego projektantem był Hans Mayr. Ogrodzenie tworzy betonowa podmurówka i betonowe słupki, na których osadzono elementy kutej balystrady. Wzdłuż ogrodzenia posadzono kwitnące krzewy, na cmentarzu rosną także drzewa. Wejście przez jednoskrzydłową. kutą furtkę wykonaną  z prętów. Niewielki cmentarz posiada kilka tarasów. Na mogiłach żołnierzy rosyjskich prętowe dwuramienne krzyże lotaryńskie osadzone na betonowych cokołach. Pomnik centralny w postaci wysokiego drewnianego, również dwuramiennego krzyża. Na mogile żołnierzy austriackich odlewany żeliwny jednoramienny krzyż z tarczą w środku.Jak wynika z zachowanej dokumentacji stał on na najniższym tarasie cmentarza, obecny, nowy krzyż ustawiono na najwyższym tarasie.

## Polegli
Pochowano tutaj w 6 mogiłach zbiorowych i 20 pojedynczych 42 żołnierzy armii rosyjskiej i 4 żołnierzy armii austro-węgierskiej. Większość Rosjan jest znana z nazwiska, co jest rzadkością na budowanych przez Austriaków cmentarzach z I wojny światowej. Było to możliwe dlatego, gdyż pierwotnie był to utworzony przy szpitalu polowym cmentarz rosyjski. Na założenie tego szpitala Rosjanie zajęli klasztor, a zmarłych w nim żołnierzy chowali obok murów klasztoru. Obecnie na krzyżach cmentarza brak jednak tabliczek imiennych.
Oprócz mogił na kwaterze cmentarnej do cmentarza tego należą jeszcze trzy mogiły na dziedzińcu samego klasztoru. Pochowano w nich m.in. Polaka Mariana Wawro będącego żołnierzem armii austro-węgierskiej (zmarł 7 maja 1915 r.) i brata zakonnego Andrzeja (Andreas) Pyznara.

## Galeria

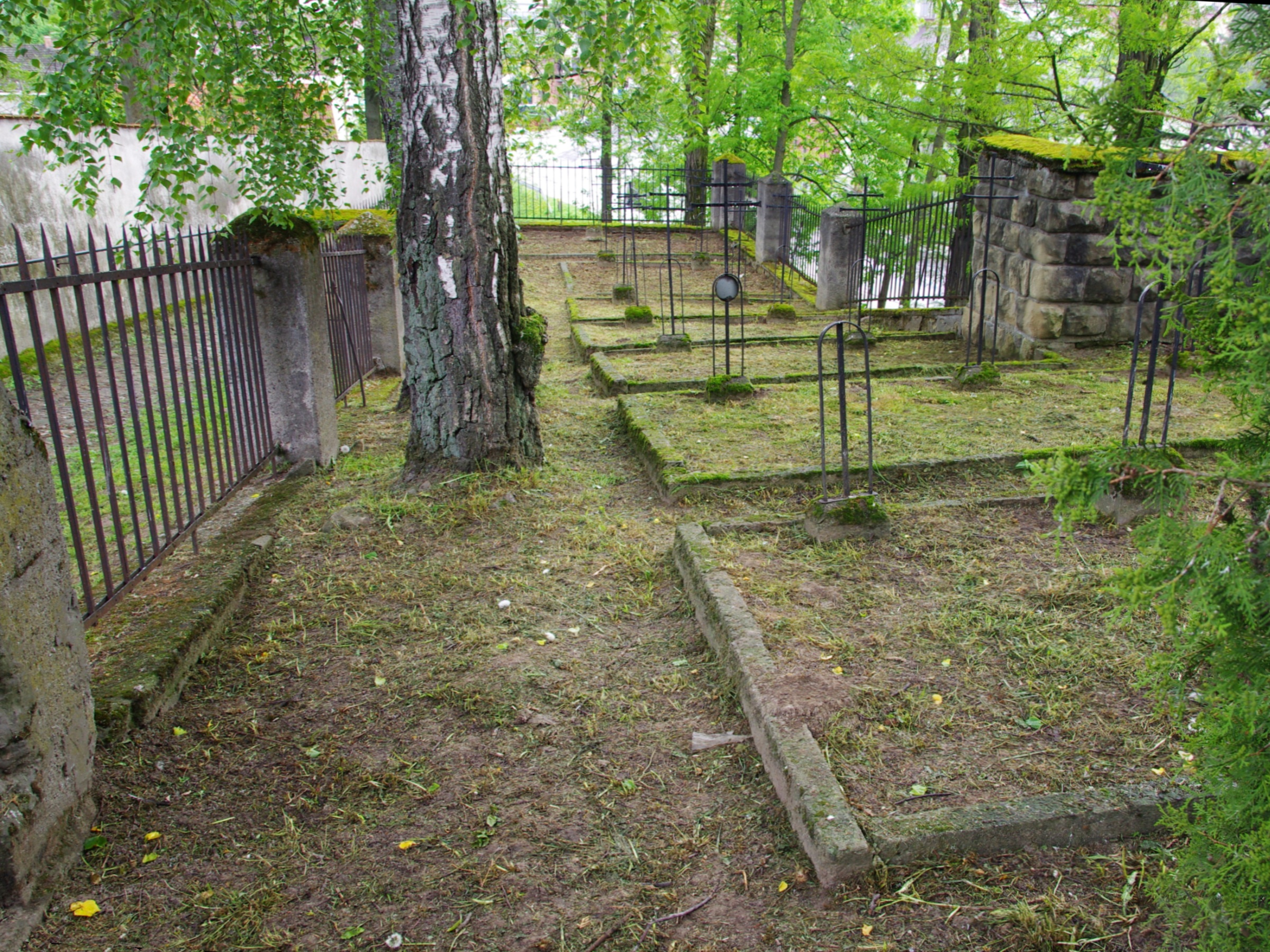
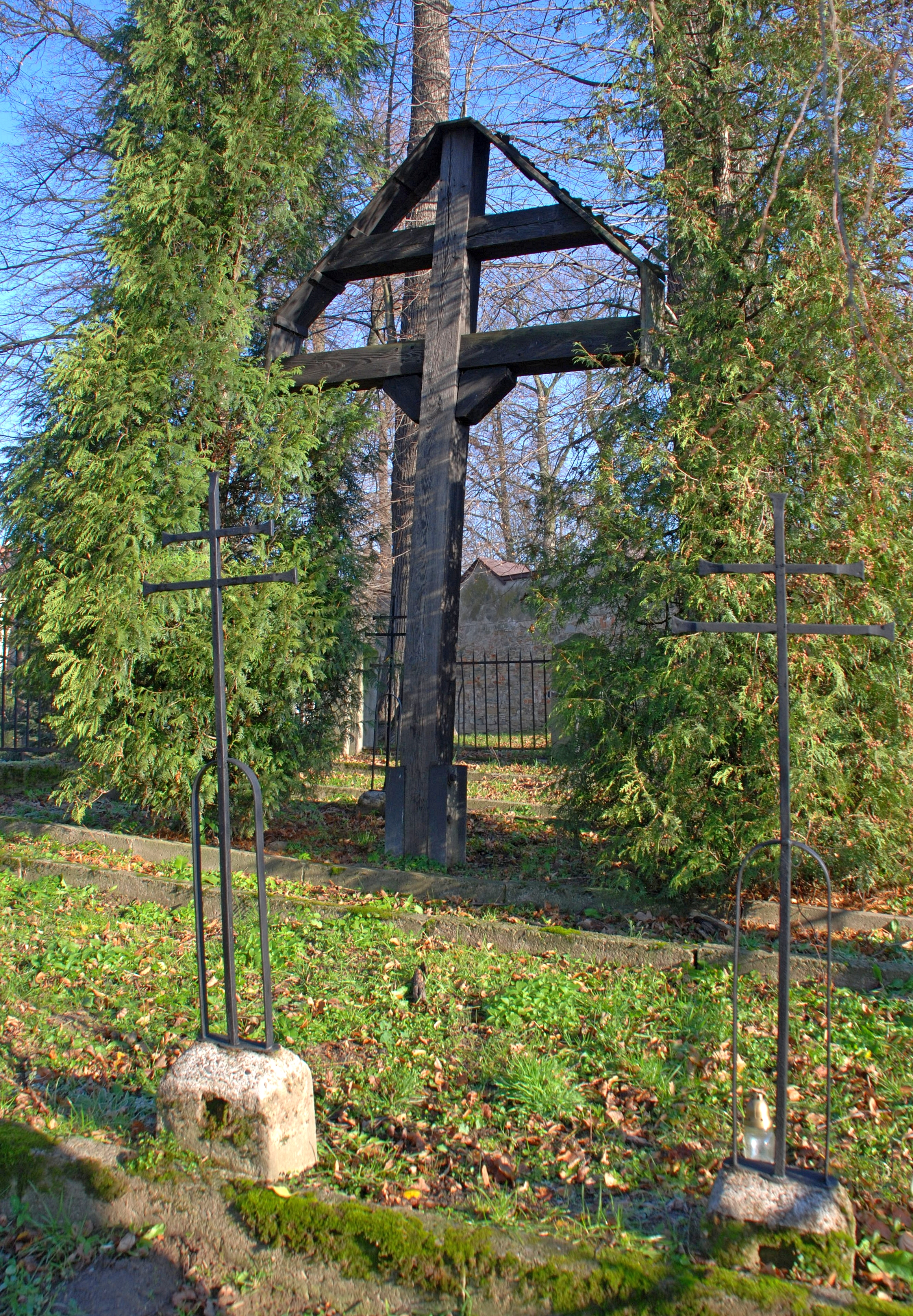
Prawosławny krzyż centralny Mayra
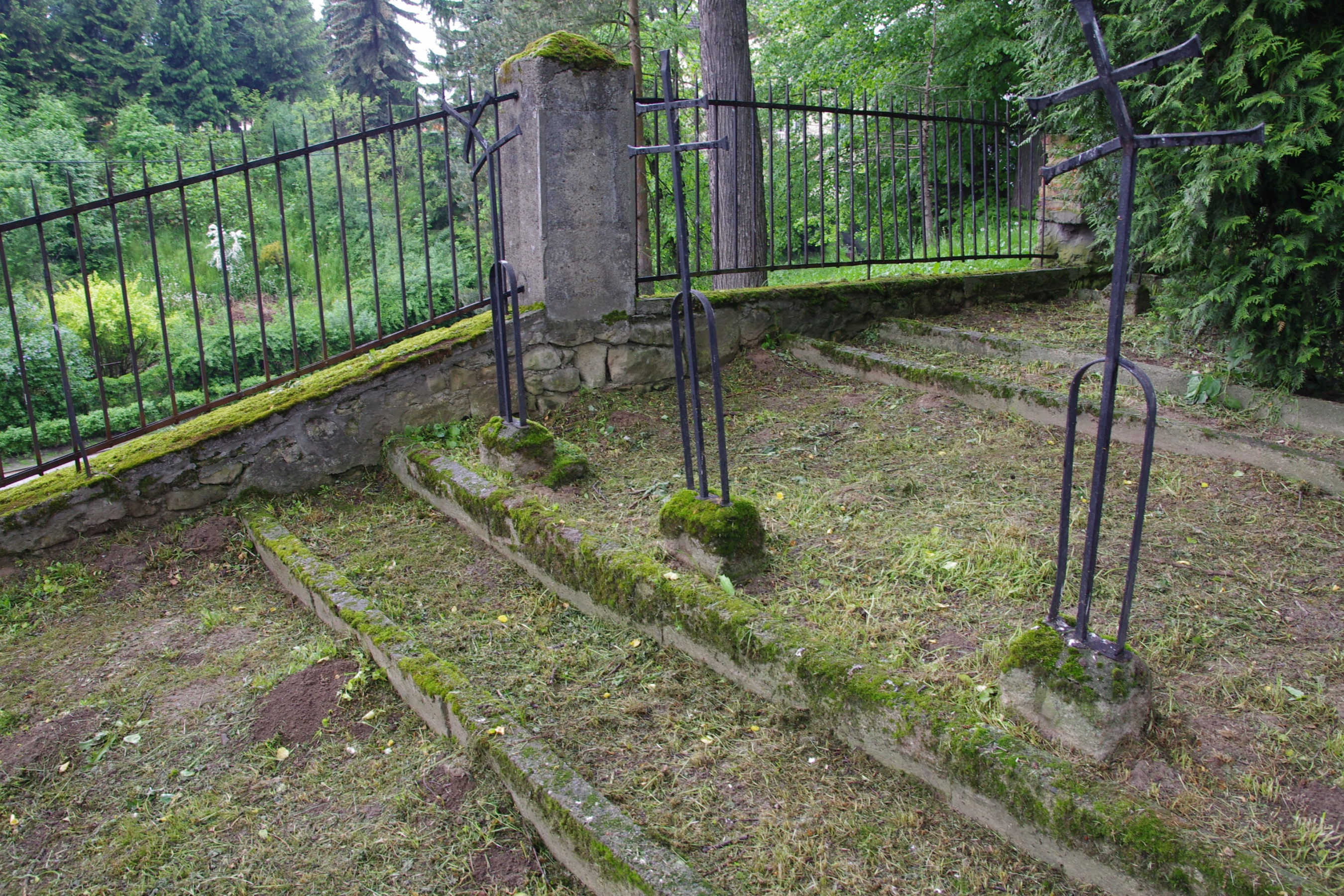
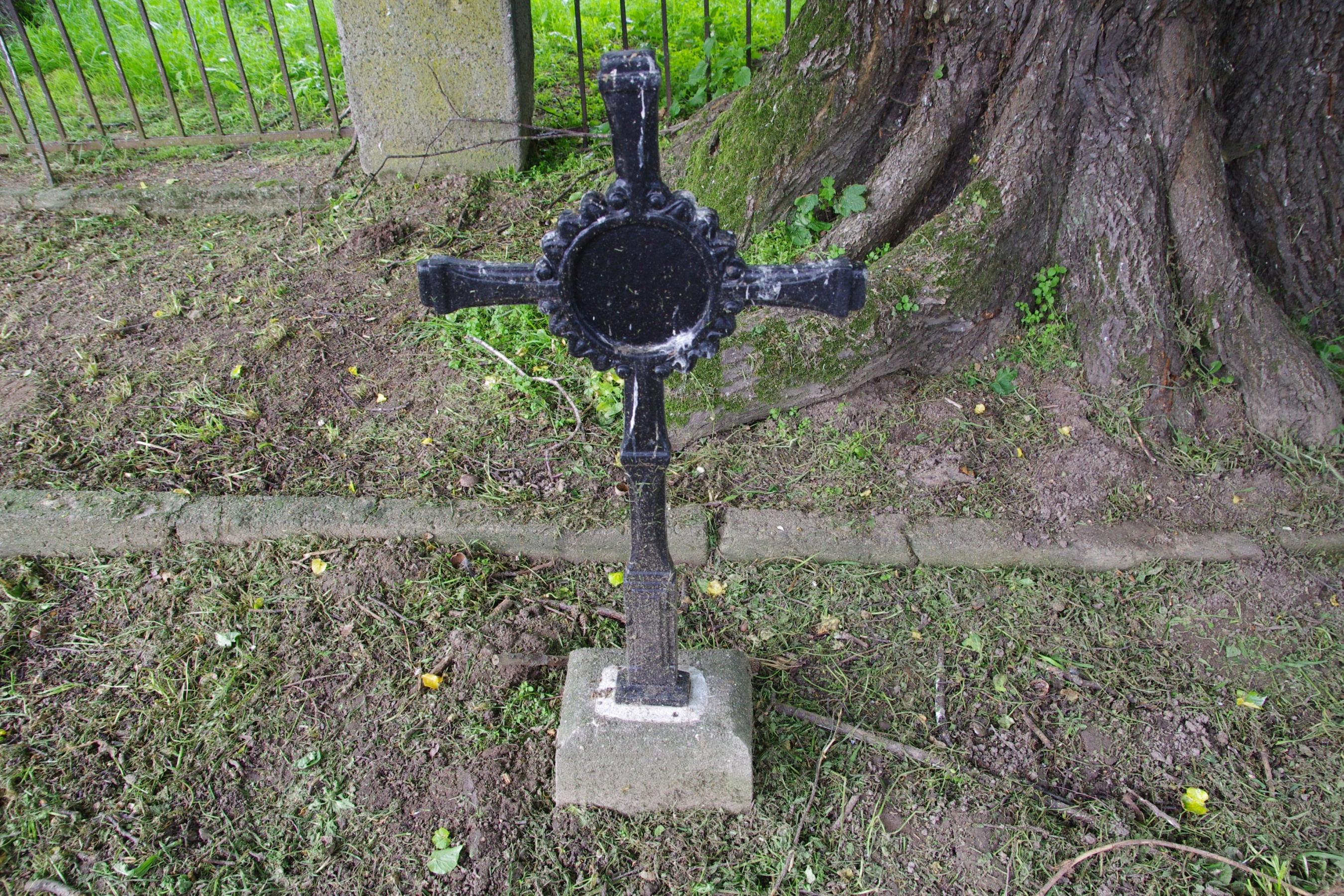
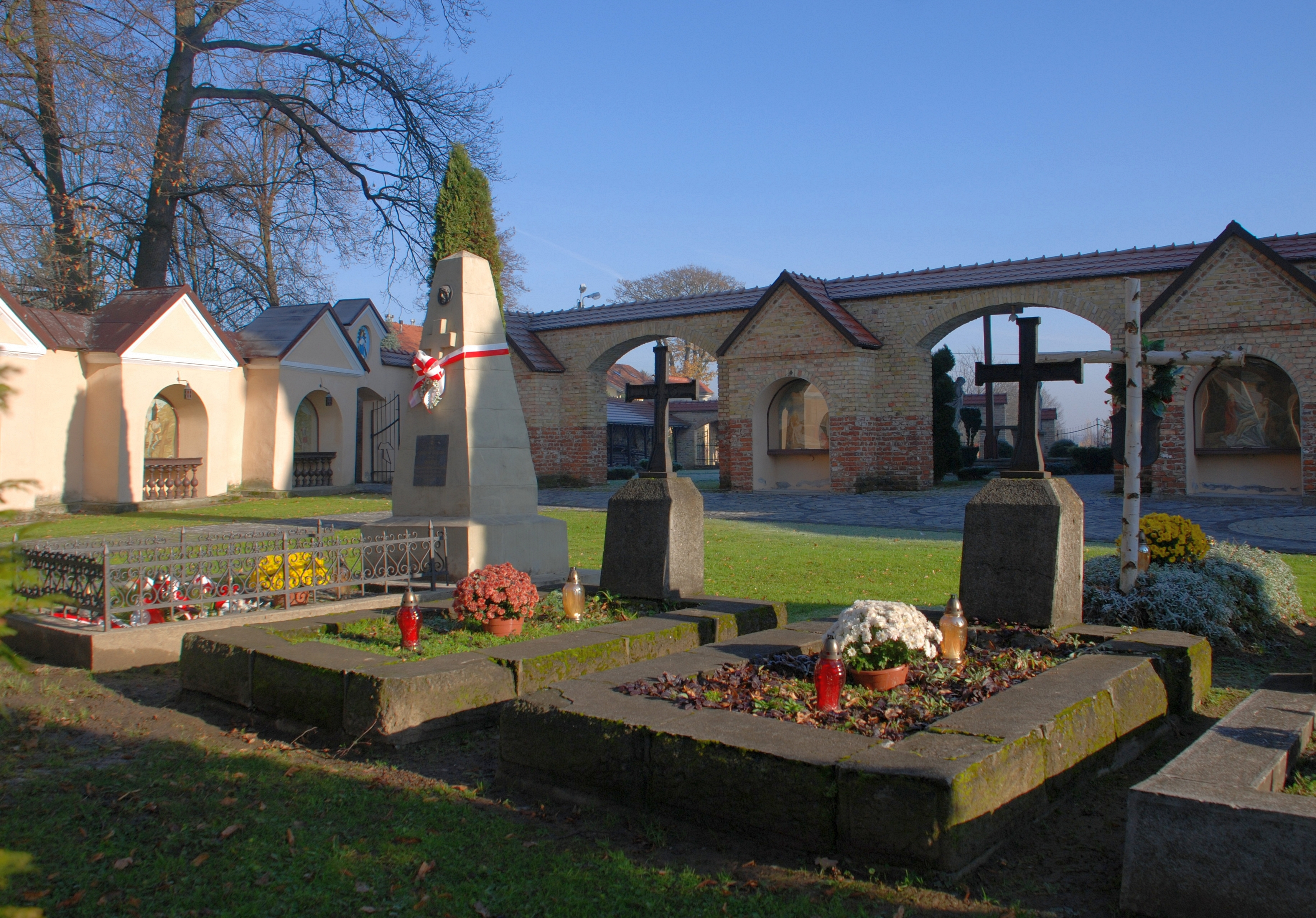
Żołnierskie mogiły na klasztornym dziedzińcu